# トヨタ・ナディア
ナディア（NADIA）は、トヨタ自動車がかつて製造・販売していたトールワゴン型の乗用車である。

## 概要
イプサムと共通のプラットフォームを用いたトールワゴンで、トヨタカローラ店の専売であった。V40系カムリの生産終了に伴う営業上の後継車であるとともに、カローラスパシオが2代目へフルモデルチェンジした際に初代にあった2列仕様が廃止されたため、その後継も担う。全長はイプサムより短いが、ホイールベースは同一、かつ3列目シートのない5人乗りと割り切られたため、シートスライド可能な後席シートの足元スペースは姉妹車のイプサムやガイアよりも広い。フラットに収納できる前期型の後席では荷台が段差なく広大にできたり、前席は回転対座が可能であるなど多彩なシートアレンジを可能としていた。
スタイルは2代目エスティマにも通ずる丸みを帯びたワンモーションフォルムで、内装はインパネ上半分及びセンターコンソールを兄弟車とは異なったデザインとし、虚像投影式のデジタルセンターメーターを採用した。
エンジンは全車2,000ccで、当初はポート噴射の3S-FE型ハイメカツインカムエンジンと、標準車（5ナンバー車）の2WDに3S-FSE型ガソリン直噴（D-4）エンジンが搭載された。D-4エンジン車はリーンバーンとフレックスロックアップの付いたSuperECTの搭載により、10･15モード燃費は3S-FE型の11.8km/Lに対し14.2km/Lと大きく改善されていた。
タイヤサイズはイプサムの14インチではなく、外径はそのままにインチアップされた195/60R15サイズの偏平タイヤを装着していた。またベース車からの変更点として、フロントブレーキが大径化され、重量の嵩む多人数乗車を想定しなくて良いことからサスペンションも変更され、ストロークをたっぷりとった上で応答性を高めたスポーティな乗り味に振られている。
イプサムの姉妹車の中では唯一の足踏み式パーキングブレーキであり、型式もイプサム・ガイアのXM系とは異なりXN系を名乗る。

## 型式 N10型（1998年-2003年）
- 1998年
  - 8月24日 - 発売。(SXN10、SXN15)
  - 10月26日 - モデリスタが手がけたカスタマイズカー「アメリカンビレットバージョン」が登場。専用のエアロパーツを装着することで全幅が1,715mmの3ナンバー枠となった。専用色としてブラックメタリックを用意（これはのちに通常モデルでも選択可能となった）。
- 1999年6月- クロスオーバーSUVスタイルの「type SU」を追加。オーバーフェンダーの装着とリアフェンダーが専用設計のボディシェルを持ち、サスペンションの変更、一回り大径のタイヤを使用している。内装は黒基調の専用内装を採用。なお、ワイドボディ仕様で車幅が1.7mを超えるため、3ナンバー登録となり型式も末尾に「H」が付与される（SXN10H、SXN15H）。
- 2001年4月23日 - マイナーチェンジ。グレードは標準車・type SUともに「X」、「S」、「L」の各3グレードとなった[注釈 5]。2WD車には新世代D-4エンジンである1AZ-FSEエンジンを搭載。外装ではヘッドランプとテールランプの意匠を変更し、一部グレードにはディスチャージヘッドランプ（トヨタ初Hi/Lo共通）を装備。標準車はフロントグリル、フロントバンパーの意匠変更も行われた。内装は、4本スポークステアリングの意匠変更（「S」のみ3本スポークステアリングに変更）、メーターのアナログ化およびオプティトロン化、全車オートエアコン化とともにエアコンパネルの意匠変更、オーディオパネルのワイド2DIN化も行われた。またLグレードには運転席にパワーシートが採用され、Sグレードにはベンチシートが採用された。また前期型では収納を重視し背もたれの大きさに余裕がなく座り心地に難があったため後席の背もたれを大型化し後席の座り心地を向上。抜群の後席足元の広さと相まってより快適性が向上した。
- 2002年7月30日[2] - 一部改良が行われ、4WD車にもD-4エンジンを採用。これによりエンジンは駆動方式問わず全車3S-FE[注釈 6]エンジンから駆動方式問わず全車1AZ-FSEエンジンに換装された（4WD車はそれぞれACN15、ACN15H）。
- 2003年8月[3] -  販売終了。2代目カローラスパシオが事実上の後継車種となるが、カローラ店扱いのCセグメントトールワゴンはカローラルミオンの登場まで途絶えることとなる。

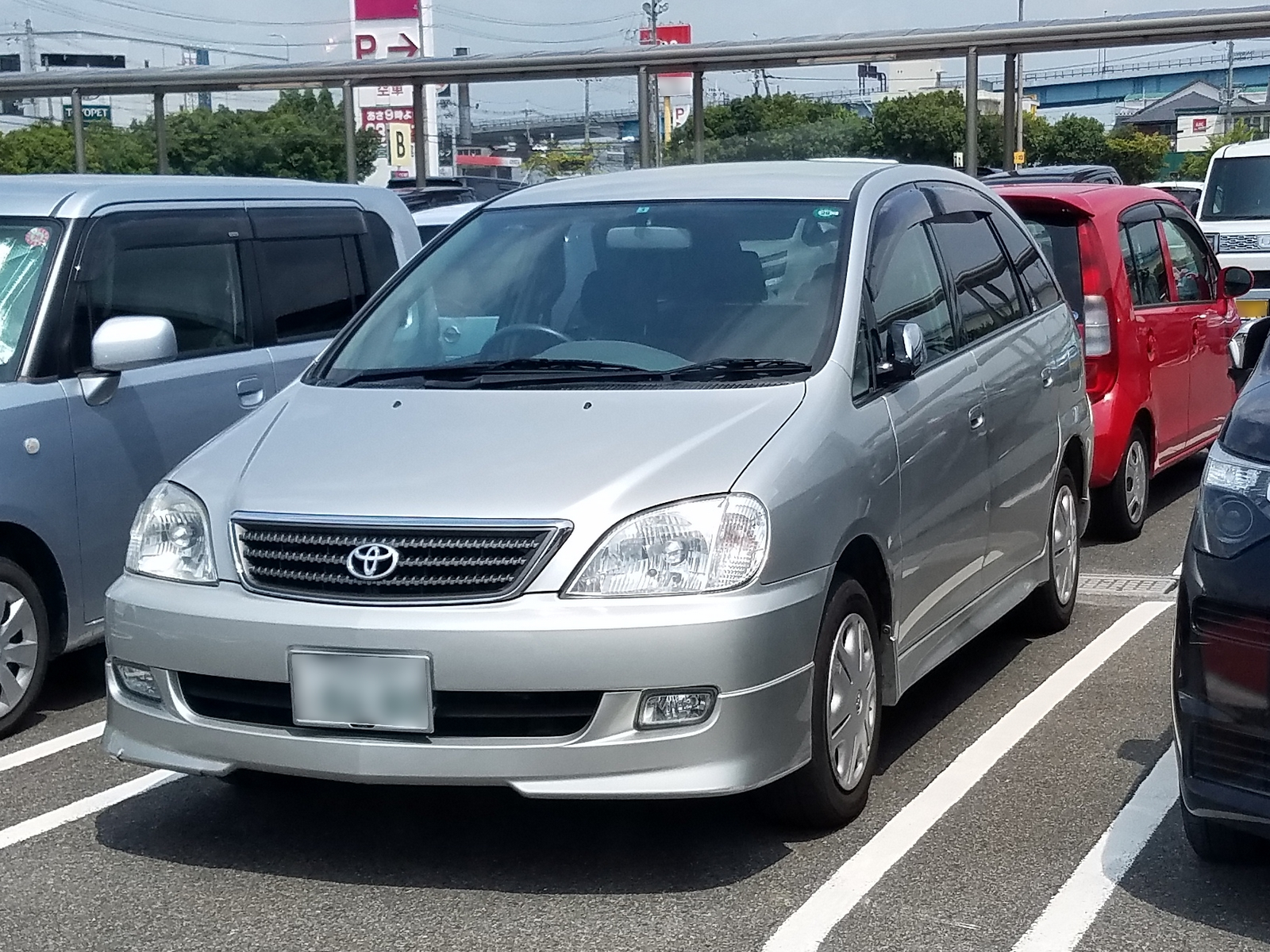
2001年4月改良型 S フロント
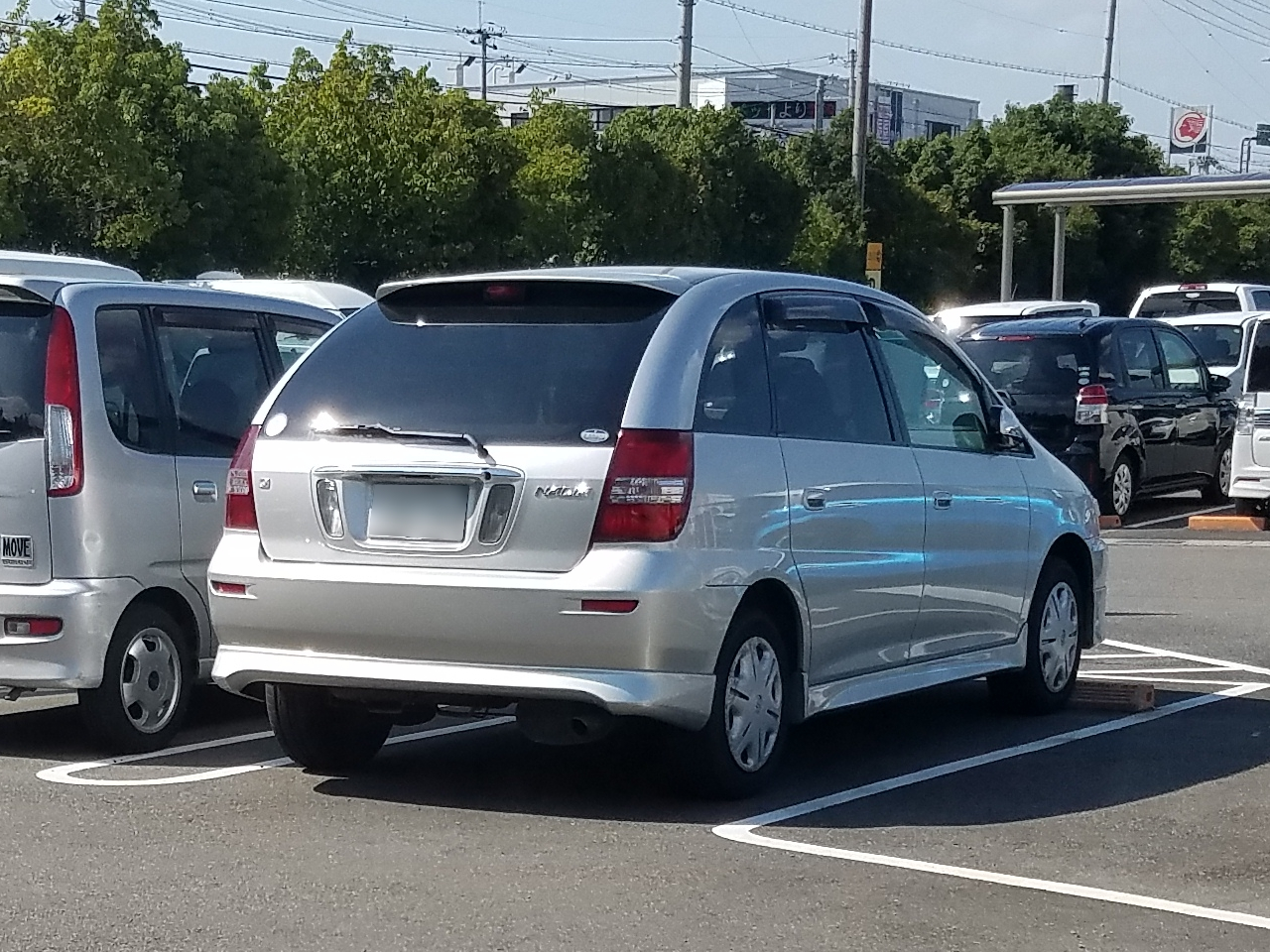
2001年4月改良型 S リア
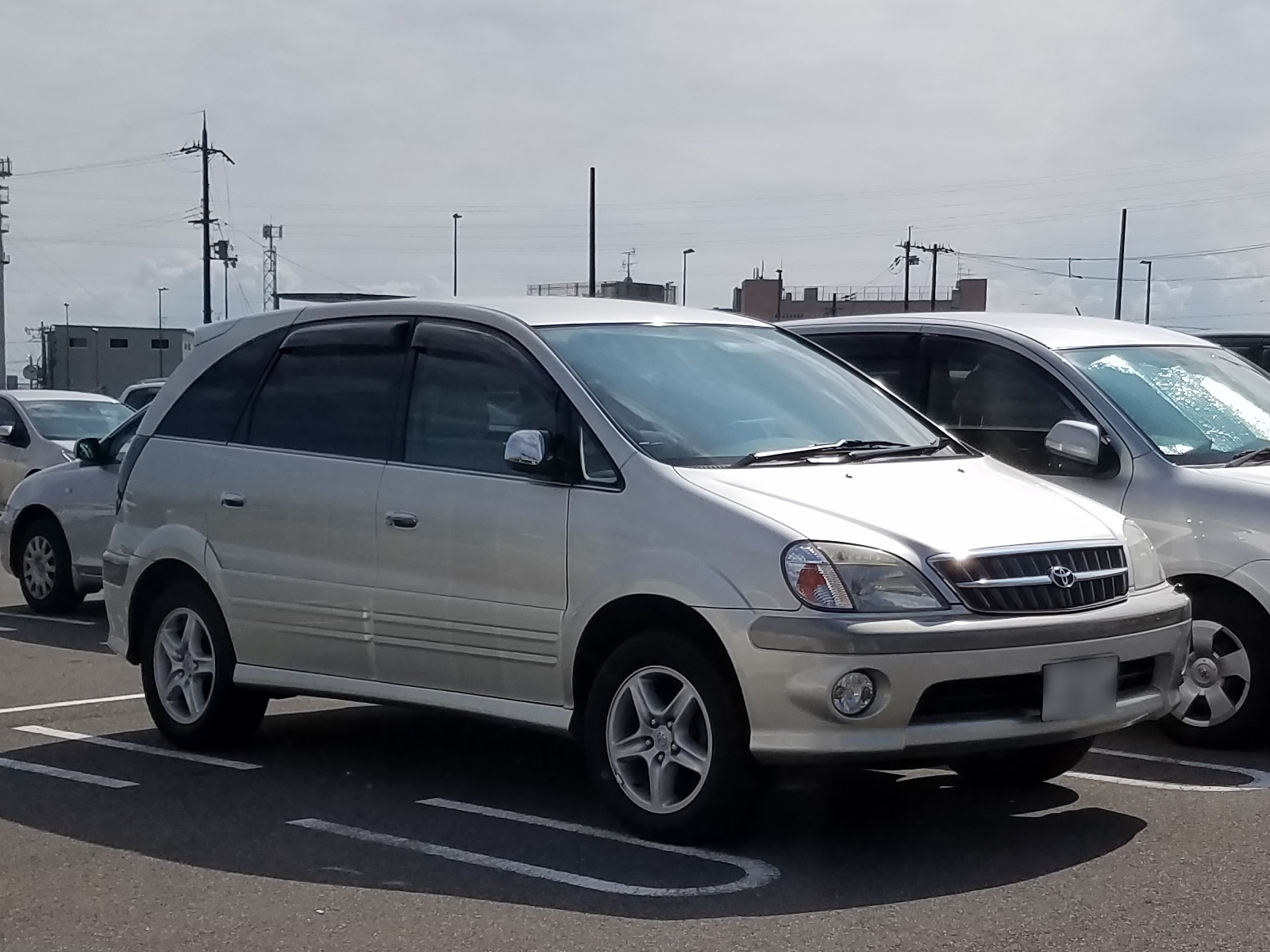
1998年8月販売型 タイプSU フロント
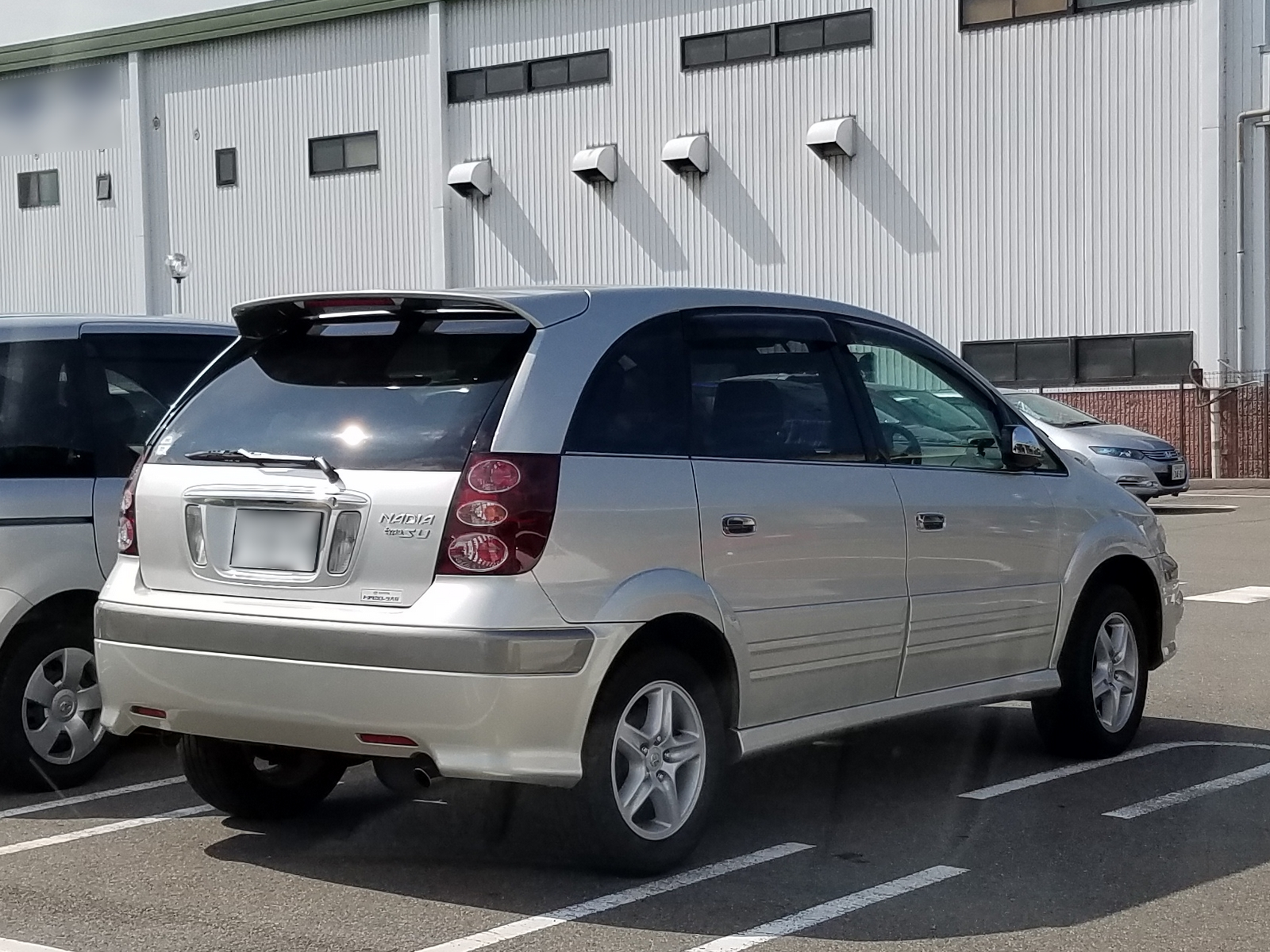
1998年8月販売型 タイプSU リア
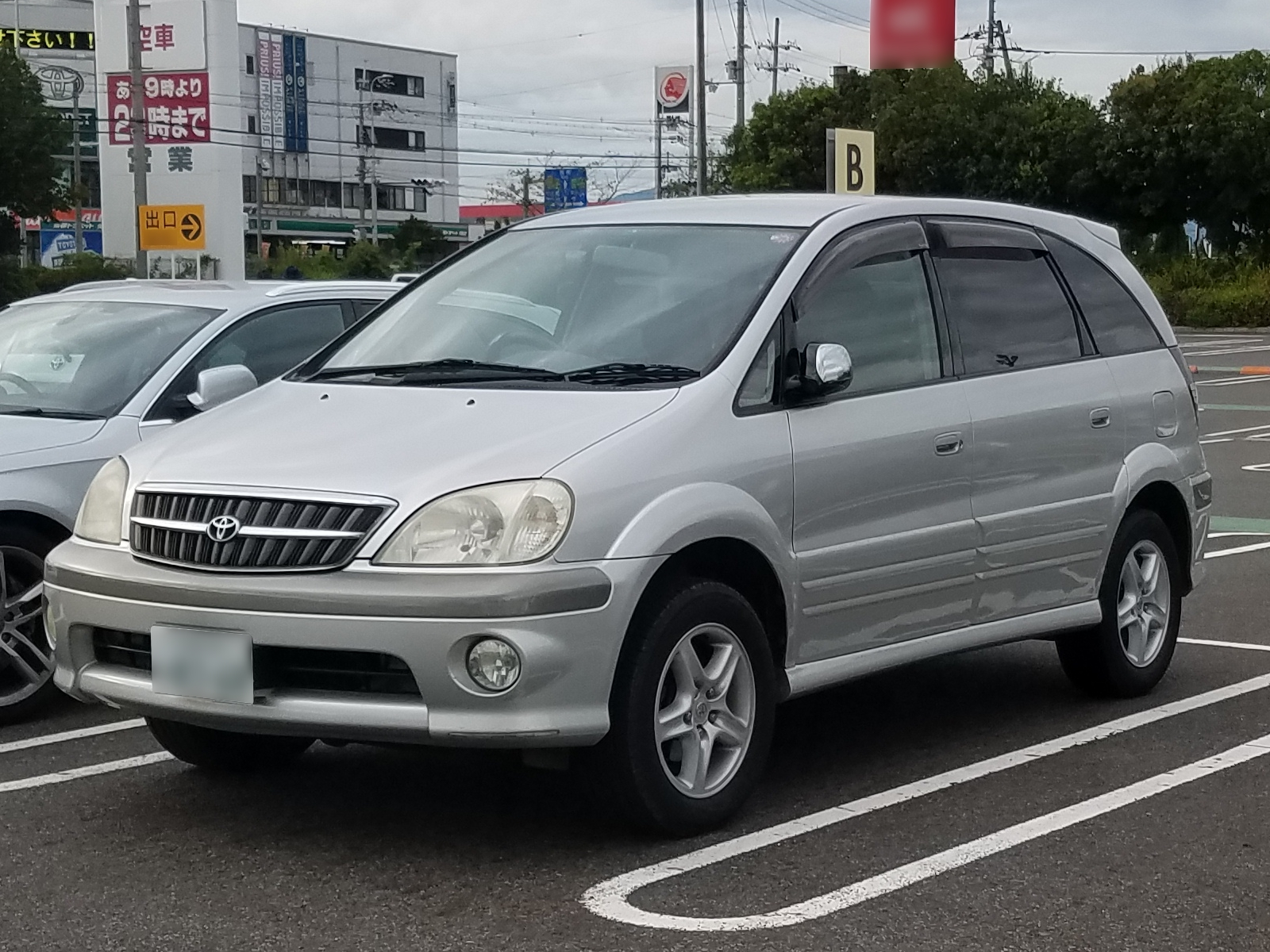
2001年4月改良型 タイプSU S フロント
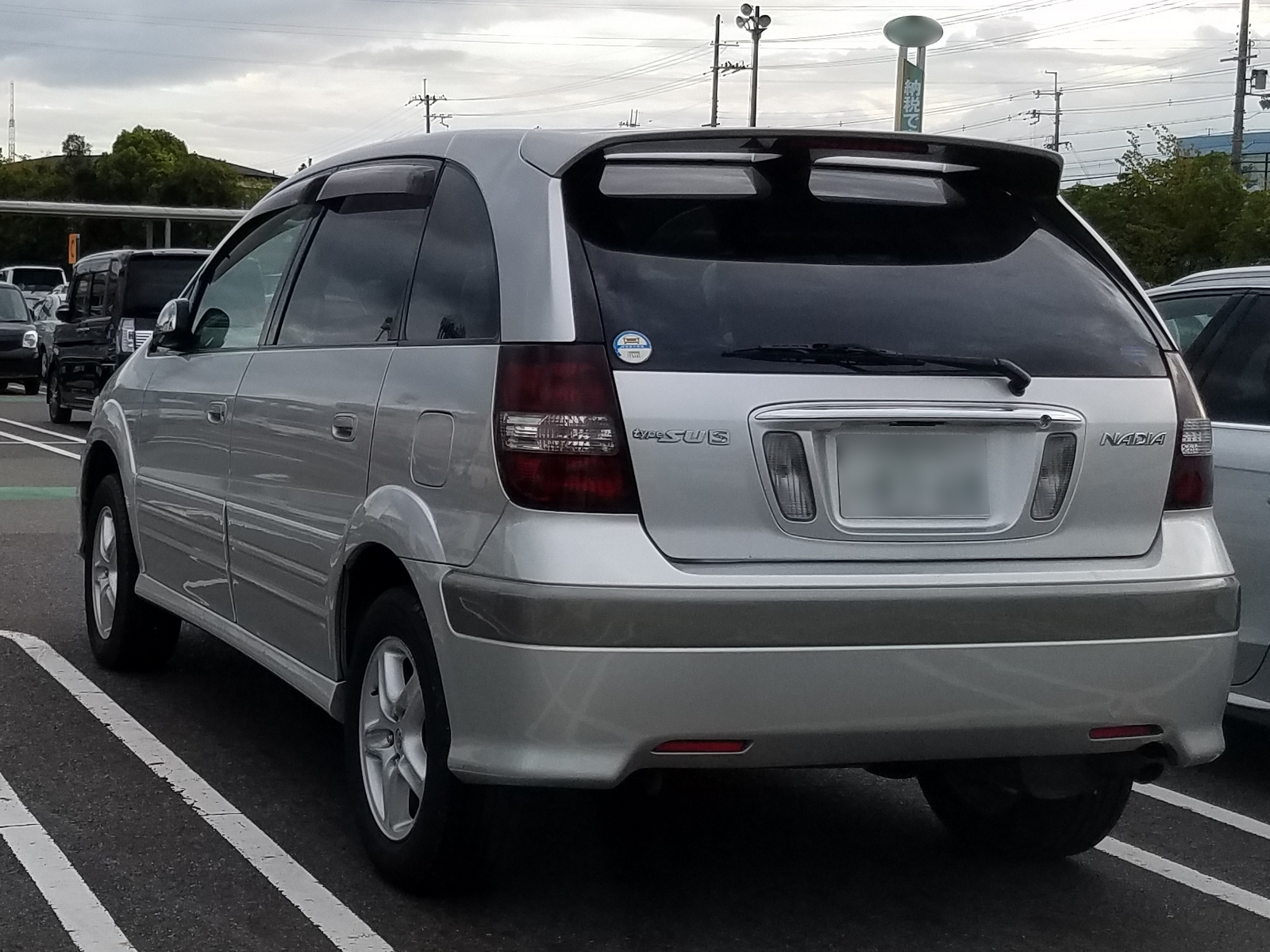
2001年4月改良型 タイプSU S リア

## 車名の由来
ロシア語で「希望（надежда）」を意味するナディージタから。また、女性の名前としても知られている。

## プラットフォームを共有する車種
- トヨタ・イプサム（初代）
- トヨタ・ガイア
- トヨタ・コロナ
- トヨタ・カリーナ
- トヨタ・カルディナ